# Рандъм Хаус
„Рандъм Хаус“ (на английски: Random House, Inc.) е сред най-големите англоезични издателства в света.
От 1998 г. е собственост на медийния конгломерат „Бертелсман“ (Bertelsmann) и се превръща в марка на книгоиздателство „Бертелсман“.

## История
„Рандъм Хаус“ е основана през 1927 г. в Ню Йорк от американците Бенет Сърф (Bennett Cerf) и Доналд Клопфер (Donald Klopfer) на основата на издателската къща Modern Library, върху която придобиват собственост две години по-рано.